# Arthur Ruppin
Arthur Ruppin (Rawicz, 1 de Março de 1876 – Jerusalém, 1 de Janeiro de 1943) foi um filósofo e político natural da Alemanha. Enquanto pensador e ativista Sionista, Ruppin foi um dos fundadores da cidade de Tel Aviv, e é considerado o pai da sociologia hebraica. A sua obra mais conhecida, “Os Judeus no Mundo Moderno”, data de 1934.

## Biografia
Arthur Ruppin nasceu em Rawicz, no Império Alemão (hoje, parte da Polónia). Apesar das dificuldades económicas da família, Ruppin consegue graduar-se em Economia e Direito. Em 1905, Ruppin alista-se na Organização Sionista Mundial, e é enviado dois anos depois à Palestina, onde viveria até à sua morte, para estudar as condições da comunidade judaica naquela região, então parte do Império Otomano.
Enquanto feitor do movimento Sionista na Palestina, ajudou a conseguir um empréstimo para o movimento Ahuzat Bayit, onde seria fundada mais tarde a cidade de Tel Aviv. Ruppin também comprou terras no Monte Carmelo, Afula, Vale de Jezreel, e em Jerusalém.
Entre 1933 e 1935, foi o diretor da Agência Judaica, tendo ajudado a acolher o grande número de imigrantes judeus provenientes da Alemanha. Arthur Ruppin morre em 1943, e foi enterrado no kibbutz Degania Alef.
Hoje em dia, muitas cidades em Israel prestam tributo a Ruppin nomeando ruas e universidades com o seu nome. Na Alemanha, em Magdeburgo, onde Arthur Ruppin passou a sua juventude, existe uma rua com o seu nome.